# العنف المدرسي المرتبط بنوع الجنس في فيتنام
يشير مفهوم العنف المدرسي المرتبط بنوع الجنس في الفيتنام إلى العنف الجسدي والجنسي واللفظي والنفسي الاجتماعي الذي يحدث داخل نظام التعليم الفيتنامي. تتشابك الكثير من أساليب العنف المدرسي المرتبط بنوع الجنس وتؤثر على بعضها البعض أيضًا. على سبيل المثال، يقع التنمر عندما تكون القوة غير متوازنة بين «المتنمر» و«ضحية التنمر»، ويمكن أن يحدث التنمر بطرق عديدة منها الاتصال الجسدي والهجوم اللفظي والاستبعاد الاجتماعي والتلاعب النفسي. يعاني الطلاب من التنمر عندما يتعرضون بطريقة متكررة ومقصودة لسلوك مؤذٍ وعدواني يتسبب في إصابة ما أو شعور بالضيق.